# Henri Joseph Antonissen
Henri Joseph Antonissen, né le 9 juin 1737 à Anvers (Belgique) et mort le 4 avril 1794 dans la même ville, est un peintre paysagiste et animalier et un graveur flamand.

## Biographie
Fils de boutiquiers, il est l'élève du peintre anversois Balthazar Beschey. Admis dans la Guilde de Saint-Luc d'Anvers (corporation des peintres de la ville), il exerce les responsabilités de doyen de cette institution en 1763 et en 1773.
Tout à la fois peintre paysagiste, peintre animalier et graveur, ce représentant consciencieux de l'école flamande a pour principal mérite d'avoir formé dans son atelier plusieurs excellents paysagistes : Hendrik de Cort, Balthasar Ommeganck et Simon Denis.

## Œuvres répertoriées
Tableaux :

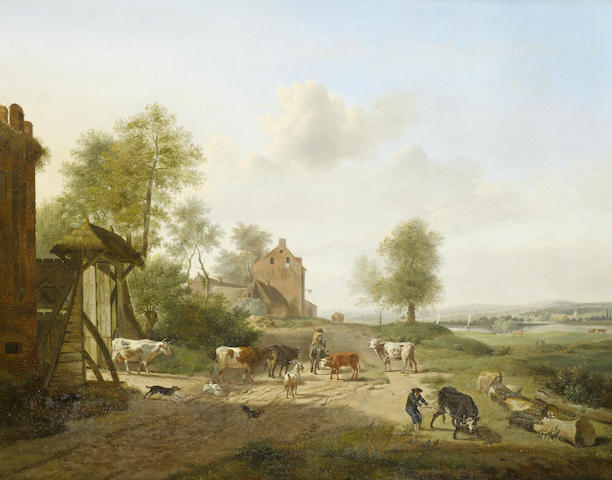
Paysans conduisant leur bétail au pâturage dans un paysage avec une rivière.

- River Landscape with Five See (1767), Cabinet des estampes du Rijksmuseum Amsterdam.
- Paysage et animaux (1771), Musée d'art et d'histoire de Genève.
- Paysage avec troupeau (1776) au Musée royal des beaux-arts (Anvers).
- Landscape with flocks (1787) au Fitzwilliam Museum (université de Cambridge).
- Landscape with Cattle (1792) au Städel de Francfort-sur-le-Main.
- Bergère menant ses bêtes à l'abreuvoir (1794), au musée de Grenoble.

Gravures :
- Cows at a river's edge (1767), gravure à l'eau-forte d'après A. Cuyp, au Hunterian Museum and Art Gallery (université de Glasgow).
- Peasants in winter, gravure d'après A. Cuyp, au British Museum.

D'autres œuvres de sa main ont été présentés en vente publique :
- A pastoral landscape with cattle and a herdsman (1773) vendu le 20 avril 2005 chez Christie's à Londres pour £4,800.
- Peasants grazing their cattle in an open river landscape, passé aux enchères le 26 octobre 2011 chez Bonhams à Londres.